# Йоносфера
Йоносфера е горната част от атмосферата, съставена от електрически заредени частици, йонизирани от слънчевата радиация. За Земята тя е на височина от 60 до около 1000 km и се състои от мезосфера, термосфера и долната част на екзосферата.
Йоносферата има решаващо значение за разпространението на радиовълните. Името на тази част от атмосферата е предложено през двайсетте години на XX век и е окончателно утвърдено през 1950 г., от комитет при Института на радиоинженерите, като определението е: „Йоносферата е част от високата земна атмосфера, където йоните и електроните се срещат в количества, достатъчни да повлияят разпространението на радиовълните.“

## Състав и структура
С нарастване на височината атмосферното налягане намалява, а следователно намалява и плътността на атмосферата. На височина 60 km се появява максимум на температурата, който се дължи  на образуване на озон (О3), а на височина около 80 km ‒ минимум на температурата. Вторичното нарастване на температурата при по-големите височини се предизвиква от поглъщането на слънчевата радиация.
Йоносферата на Земята се състои от смес от газ от неутрални атоми и молекули (главно азот и кислород) и квазинеутрална плазма. Съставът на въздуха в ниските слоеве на атмосферата зависи и от географската ширина. Процесът на йонизация се състои в откъсване на един или няколко електрона от обвивката на атома. В резултат на това равновесието се нарушава и се получават положителни йони. Отрицателни йони може да се получат, ако при своето топлинно движение електронът срещне един неутрален атом или газова молекула и отдаде електрическия си заряд. Степента на йонизация става значителна на височина над 60 km. С нарастване на височината се изменя съдържанието на отделните газове – един газ постепенно се заменя с друг. Дисоциацията на кислорода започва от височина 120 km, а дисоциацията на азота – от височина 230 km. При височини, по-големи от 450 km, като съставни части се появяват хелий и водород.
Йонизирането на атмосферата става главно по два начина – чрез фотойонизация и чрез ударна йонизация. Преобладаващата част от йоните в йоносферата възникват чрез протонизация. Главен йонизиращ източник е Слънцето, а по-слабо действащи са космическите лъчи, космическият прах, звездите, метеорите и светкавиците. Заедно с йонизацията се извършва и обратният процес рекомбинация – съединяване на електроните с положителните йони. Следователно йоносферата представлява газ, който заедно с неутралните молекули и атоми съдържа положителни йони и свободни електрони. Приблизително броят на отрицателно заредените частици е равен на броя на положително заредените и сумарният заряд в равен на нула.
Физическото състоянието на йоносферата се характеризира чрез електронната концентрация (електронна плътност), т.е. чрез количеството свободни електрически заредени частици в единица обем, например в 1 кубически сантиметър – N [ел/сm3]. Електронната концентрация в йоносферата по височина е неравномерна. Във високата област тя е незначителна вследствие на малката плътност на атмосферата. В ниската област (60 ÷ 70 km) тя също е незначителна поради малката енергия на йонизиращото излъчване, тъй като голяма част от енергията на това излъчване до ниските слоеве е изразходвана.
Когато радиовълните достигнат йоносферата, електрическото поле на вълната принуждава електроните в нея да започнат да вибрират със същата честота като радиовълната (резонанс). Вибриращият електрон или ще бъде загубен поради рекомбинация, или ще изпрати първоначалната енергия на вълната обратно. За пръв път през 1925 г. е било установено експериментално, че високите атмосферни слоеве могат да отразяват радиовълните. Отражението на радиовълните от йоносферата е свързано пряко с така наречената критична честота. Критична честота е тази, при която радиовълната може да се отрази от даден слой на йоносферата, при положение че радиовълната е излъчена вертикално спрямо повърхността на Земята. В системата СИ тя се изчислява в Hz по точната формула
{\displaystyle f_{kp}={\sqrt {80,8N}}},
където електронната концентрация N се измерва в eл/m3.
За практически цели критичната честота най-често се определя в MHz по приблизителната формула
{\displaystyle f_{kp}=9\times 10^{-3}{\sqrt {N}}},
където електронната концентрация N се измерва в eл/cm3.
Вълни с честота, по-висока от критичната, се пречупват от съответния йоносферен слой. 
Йоносферата е съставена от няколко слоя, които имат различни характеристики. Най-значимите слоеве се означават с латинските букви D, E и F, като слоят F впоследствие е разделен на два подслоя – F1 и F2:
- D: 60 – 80 km; N ≈ 102–103 ел/сm3. Отразява дългите вълни.
- Е: 90 – 120 km; Nmax ≈ 103–105 ел/сm3. Отразява средните вълни.
- F1: 180 – 230 km; Отразява късите вълни.
- F2: 250 – 450 km; Nmax ≈ 105–106 ел/сm3. Отразява късите вълни.